# Сен-Жермен-ле-Паруас
Сен-Жерме́н-ле-Паруа́с (фр. Saint-Germain-les-Paroisses) — коммуна во Франции, находится в регионе Рона — Альпы. Департамент коммуны — Эн. Входит в состав кантона Белле. Округ коммуны — Белле.
Код коммуны — 01358.

## Население
Население коммуны на 2010 год составляло 387 человек.
| 1962 | 1968 | 1975 | 1982 | 1990 | 1999 | 2010 |
| ---- | ---- | ---- | ---- | ---- | ---- | ---- |
| 288  | 294  | 264  | 258  | 273  | 307  | 387  |